# Tjetvert
Tjetvert eller tschetvert (ryska че́тверть betyder kvart, fjärdedel) är ett äldre ryskt mått för spannmål och andra torra varor, motsvarande 42 1/2 svenska kappar eller 209,9 liter. En tjetvert delas in i 8 tjetverik, som vardera delas i 4 tjetverka.
En äldre indelning är 1 tjetverk = 2 osminer = 4 pajock = 8 tjetverik = 16 polutjetverik = 32 tjetvérka = 64 garnitzi = 1920 becher.
En rysk tjetvert är alltså större än en svensk tunna (32 kappar), men inte dubbelt så stor.
Precis som tunnan har legat till grund för ytmåttet tunnland, har även tjetvert används som ytmått, motsvarande 1/2 desjatin eller 0,546 hektar.
Tjetvert är också ett volymmått för våta varor, utgörande 1/4 av en rysk spann (vedro, казённое ведро́, 12,299 liter) eller 3,08 liter, ej att förväxla med den svenska kvartingen.